# Holyroodské opatství
Holyroodské opatství (Holyrood Abbey) jsou pozůstatky augustiniánského opatství ve skotském Edinburghu. Opatství je umístěno v základech královského paláce v Holyroodu. Bylo postaveno roku 1128 na příkaz krále Davida I.

## Etymologie názvu

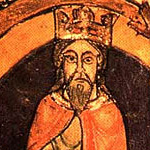
Král David I. Skotský

„Holy“ znamená svatý a „rood“ je starý název pro kříž – obvykle značí kříž, na němž byl ukřižován Ježíš Kristus; název tedy znamená „svatý kříž“. Legenda tvrdí, že skotský král David I. se dostal do problémů při lovu v lesích a zachránil ho jelen, který měl mezi parohy namalovaný kříž, a tak slíbil, že na tom místě postaví kostel. Název se častěji objevuje ve tvaru Holly-rood, méně běžně se používá i verze Holy-rood.[zdroj⁠?!]

## Legenda o založení opatství

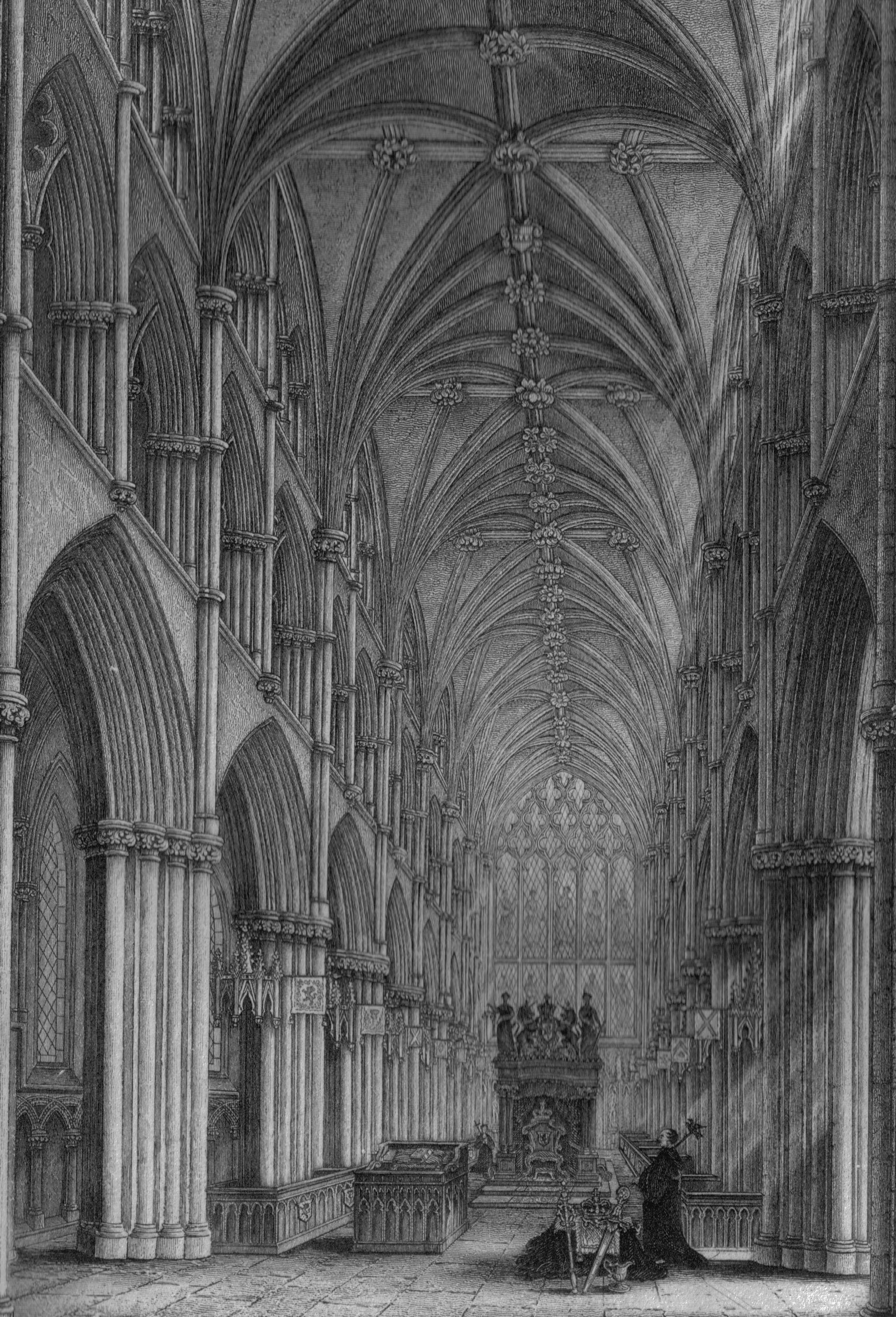
Kaple v dobách Jakuba VII.

V roce 1127, když král David I. Skotský lovil v lese nedaleko Edinburghu, se znenadání před ním objevily nebezpečné parohy dospělého jelena. Dva bratři, Johannes a Gregan z baronského rodu Crawfordů v Upper Strathclyde, krále zachránili. Vděčný panovník je pasoval na rytíře a v následujícím roce založil holyroodské opatství. Od toho dne větev rodiny Crawfordů přijala do erbu hlavu jelena se zlatým křížem mezi parohy jako připomínku založení opatství. Rod také přijal motto Tutum Te Robore Reddam („Naše síla vás ochrání“). Kříž byl přijat klanem Crawfordů po roce 1700, kdy tato větev rodiny přišla díky výhodnému sňatku k moci.

## Využití a přeměna v ruiny

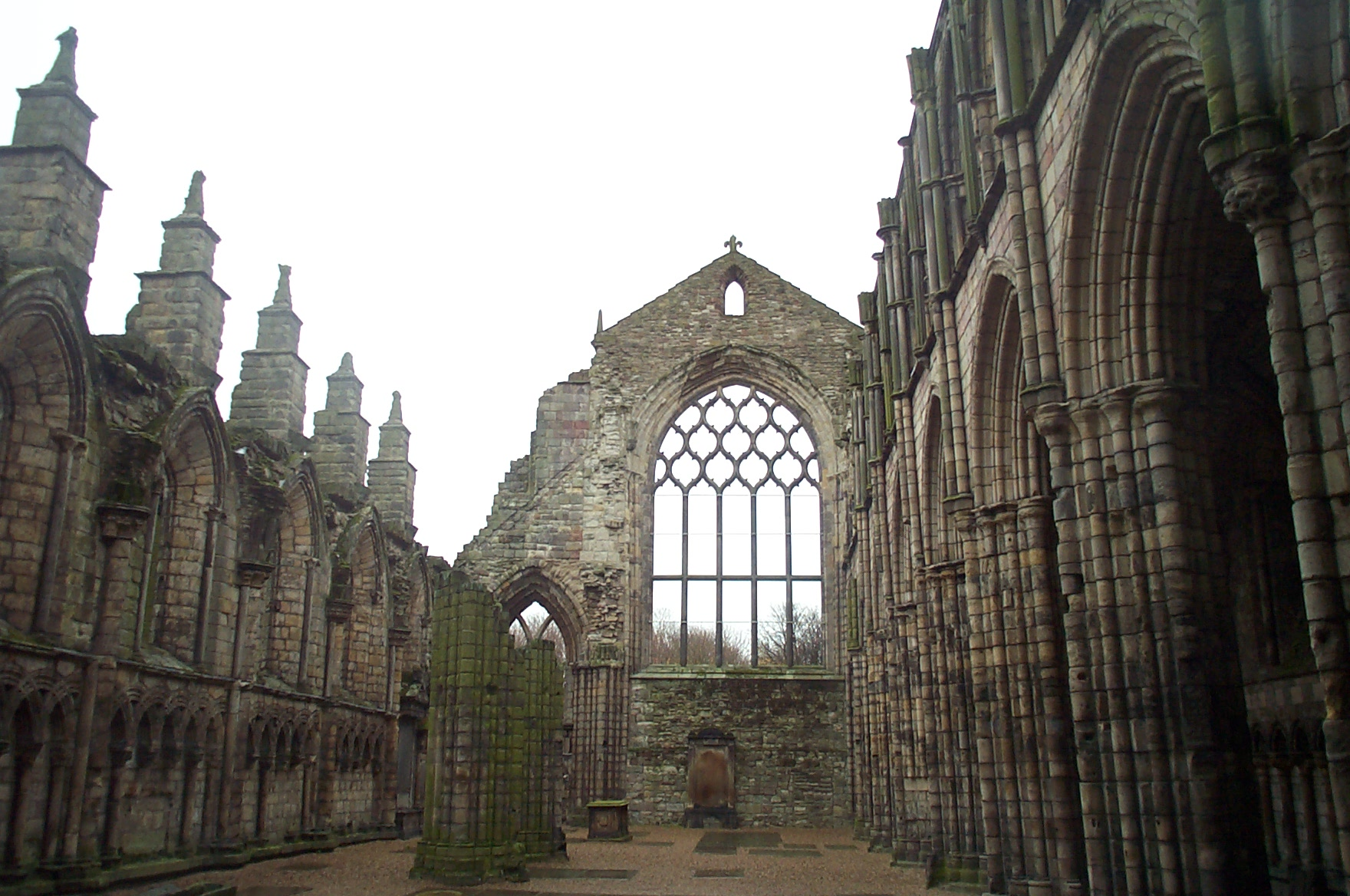
Ruina opatství

Od 15. století se v opatství konaly mnohé královské korunovace a svatební obřady. Také však utrpělo řadu útoků. Roku 1544, za vlády Jindřicha VIII. Tudora, králův švagr Edward Seymour (bratr Jany Seymourové) vyplenil opatství a vážně poškodil jeho budovy.
Král Jakub VII. založil v holyroodském paláci jezuitskou kolej a v květnu 1688 přeměnil opatství na římskokatolickou kapli Řádu bodláku. Protestantská kongregace měla být přestěhována do nového Kirk of the Canongate. V listopadu toho roku, když vypukla slavná revoluce a novým králem se stal Vilém III. Oranžský, dav lidí vyplenil kirk a královskou hrobku. V roce 1691 Kirk of the Canongate nahradil opatství jako místní farní kostel. V roce 1758 byly provedeny rekonstrukční práce, ale opravená střecha se zřítila o deset let později při hurikánu v roce 1768, už nikdy nebyla znovu obnovena a opatství se přeměnilo v ruinu. 

## Galerie

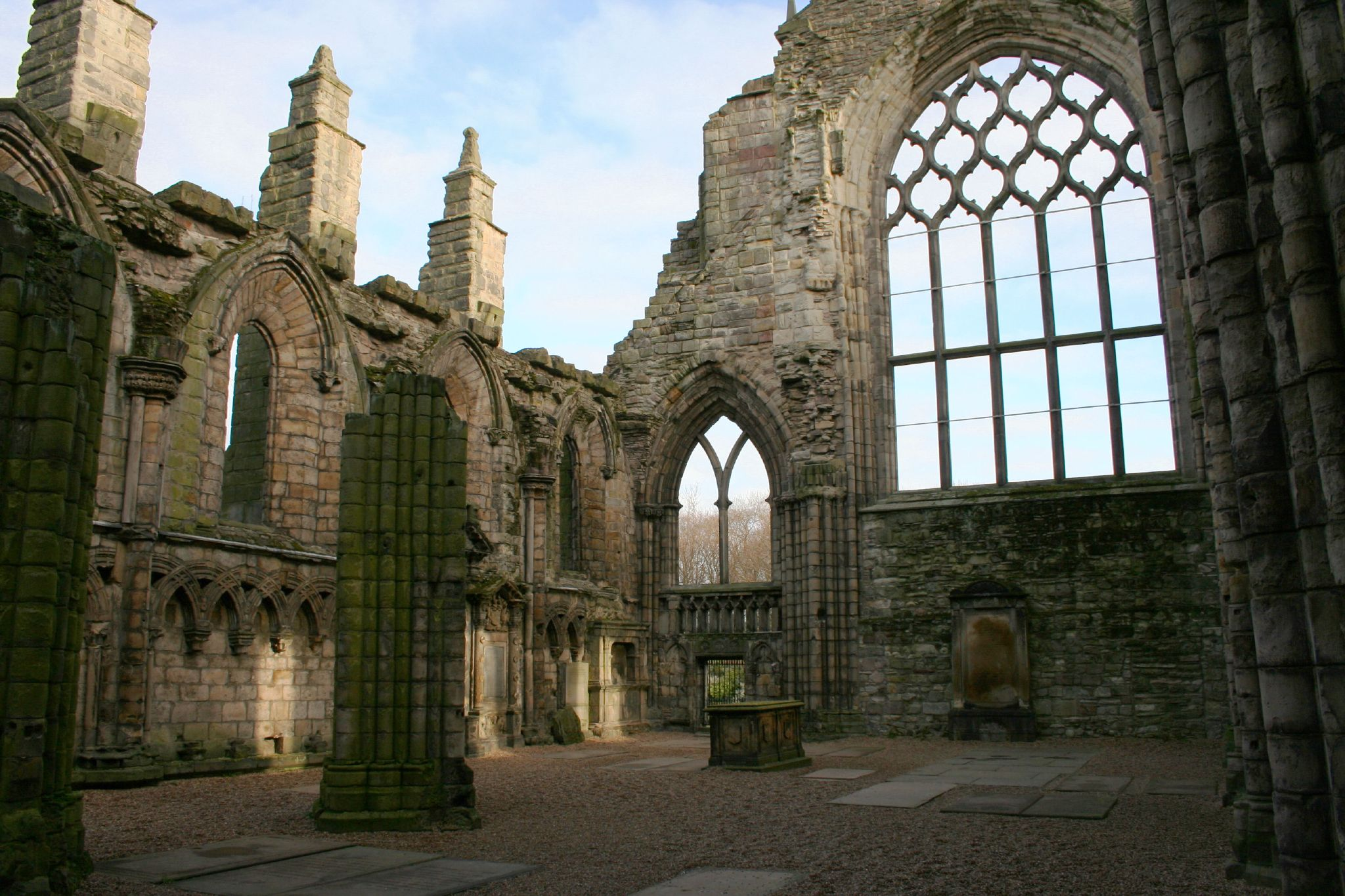
Holyroodské opatství
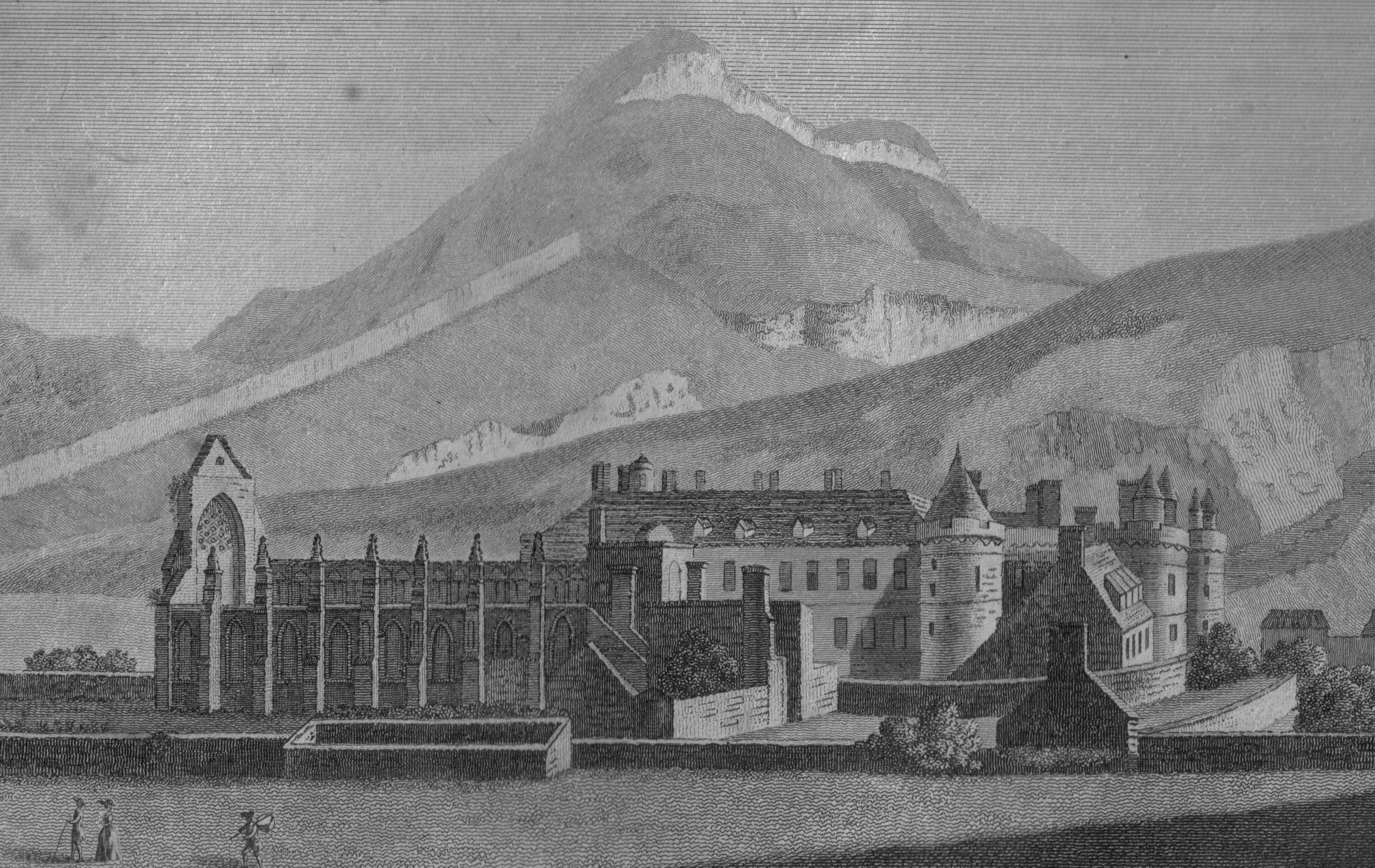
Pohled na opatství a holyroodský palác, 1789
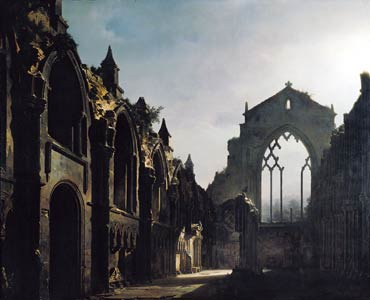
Olejomalba dioramatu Ruiny kaple v Holyroodu, Louis Daguerre, 1824
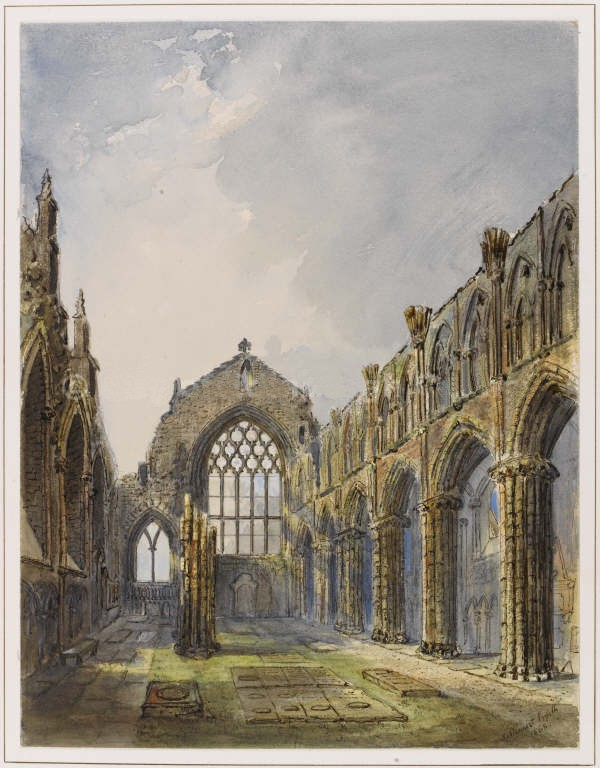
Ruina opatství na obraze skotské malířky Jane Stewart Smith z roku 1868

## Kostel Holyroodského opatství (Dalziel Place, Edinburgh)

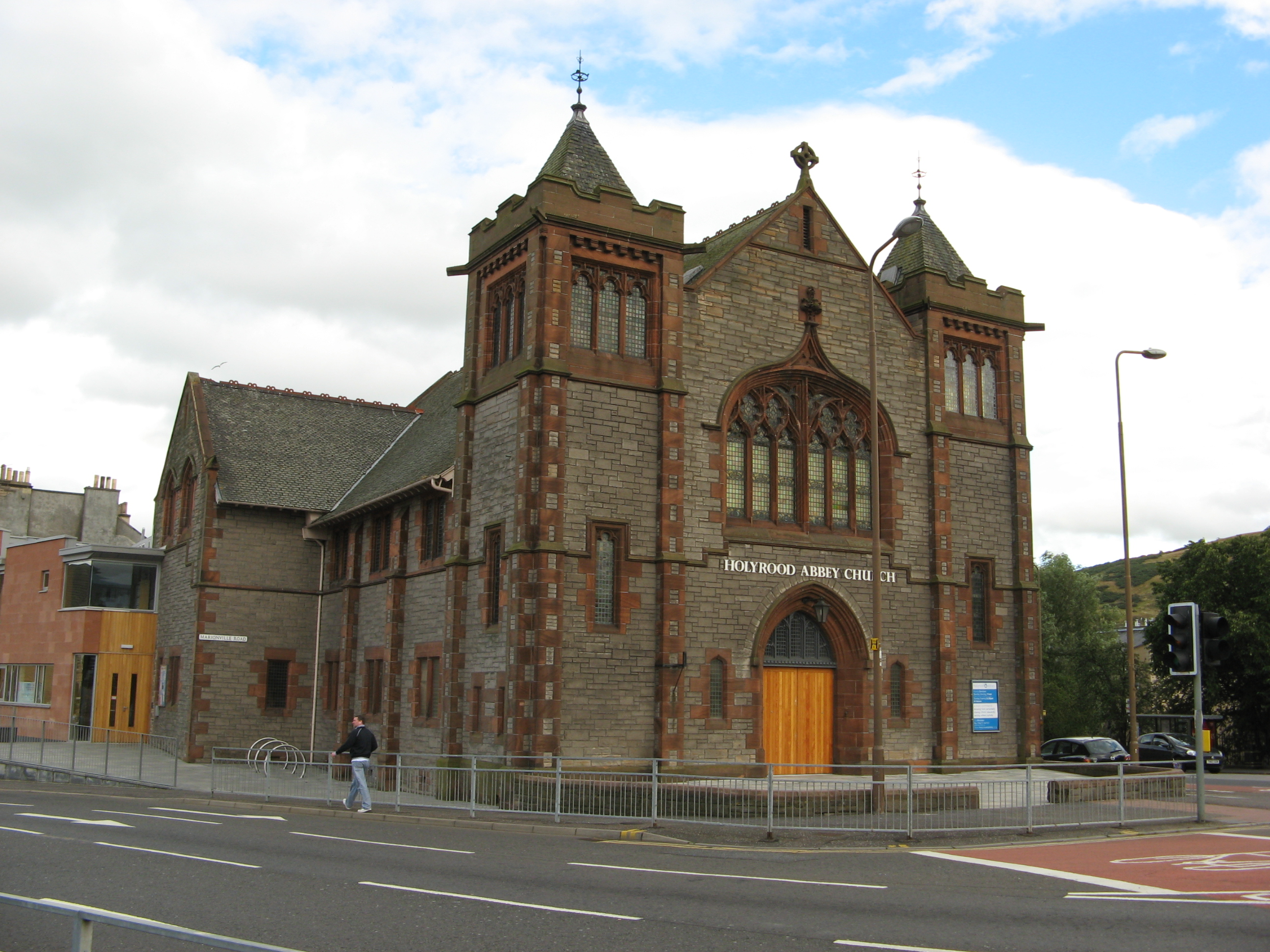
Kostel na Dalziel Place

Dodnes existuje presbyteriánská církev, který se nazývá Holyrood Abbey. Tato kongregace však používá pozdněviktoriánský kostel na Dalziel Place na křižovatce Marionville Road a London Road, trochu dále od starého holyroodského opatství. Budova kostela byla otevřena v prosinci roku 1900.